# Трезана
Трезана (італ. Tresana) — муніципалітет в Італії, у регіоні Тоскана,  провінція Масса-Каррара.
Трезана розташована на відстані близько 340 км на північний захід від Рима, 120 км на північний захід від Флоренції, 27 км на північний захід від Масси.
Населення — 2079 осіб (2014).
Щорічний фестиваль відбувається 15 липня. Покровитель — San Quirico e Santa Giulitta.

## Демографія
Населення за роками:

Станом на 1 січня 2023 року в муніципалітеті офіційно проживало 206 іноземців з 25 країн, серед них 77 громадян країн Євросоюзу.

## Сусідні муніципалітети
- Болано
- Каліче-аль-Корновільйо
- Ліччана-Нарді
- Мулаццо
- Поденцана
- Віллафранка-ін-Луніджана